# 莱奎奥贝里亚
莱奎奥贝里亚（義大利語：Lequio Berria），是意大利库内奥省的一个市镇。总面积11平方公里，人口515人，人口密度46.8人/平方公里（2009年）。ISTAT代码为004106。